# 2002年亞洲運動會葉門代表團
2002年亞洲運動會於2002年9月29日至10月14日在南韓釜山舉行，葉門以一面銅牌坐收，由葉門跆拳道選手阿克拉姆·阿爾·努爾摘下。